# Arthur Wellesley, Công tước thứ 1 xứ Wellington
Thống chế Arthur Wellesley, Công tước thứ 1 xứ Wellington (khoảng 1 tháng 5 năm 1769 – 14 tháng 9 năm 1852) là một quý tộc và quân nhân người Ireland gốc Anh trong Quân đội Anh, đồng thời là một chính khách thuộc Đảng Bảo thủ với 2 lần giữ chức Thủ tướng Anh. Ông được thừa nhận rộng rãi như là một trong những nhân vật quân sự - chính trị hàng đầu trong nửa đầu thế kỉ 19. Wellesley sinh ra tại Dublin và trở thành một quân nhân vào năm 1787, phục vụ ở Ireland với tư cách là phụ tá cho 2 đời lãnh chúa Ireland kế tiếp với quân hàm trung úy, ông cũng được bầu vào Hạ viện Ireland. Năm 1796, ông nhận quân hàm Đại tá và chứng kiến những động thái của người Hà Lan tại Ấn Độ, nơi ông đã chiến đấu trong Chiến tranh Anh-Mysore lần thứ tư tại Trận Seringapatam. Năm 1799, ông nhận quân hàm Thiếu tướng và được bổ nhiệm làm Thống đốc của Seringapatam và Mysore. Năm 1803, ông đã giành chiến thắng quyết định trước Liên minh Maratha trong trận Assaye.
Ông nổi lên trong những cuộc chiến tranh của Napoléon. Từ năm 1808 cho đến năm 1814, ông tham chiến trong cuộc Chiến tranh Bán đảo ở Tây Ban Nha, đại thắng quân Pháp trong trận Vitoria vào năm 1813, là một đòn giáng sấm sét đến ách đô hộ của Pháp tại Vương quốc Tây Ban Nha. Sau đó ông liên tiếp đánh bại Đại Thống chế Pháp là Jean-de-Dieu Soult trong hàng loạt trận đánh. Ông tiếp tục tràn vào lãnh thổ của Pháp, và đánh thắng Soult thêm mấy trận nữa. Vào năm 1815, ông lại đánh tan nát quân Pháp do đích thân Hoàng đế Napoléon Bonaparte chỉ huy trong trận Waterloo (1815), là đòn hủy diệt cuối cùng vào Napoléon. Đại thắng của ông đã tiêu diệt chế độ độc tài của Napoléon.
Chiến thắng vang dội này khiến cho ông trở thành một vị anh hùng của đất nước Anh. Sau đó, ông trở thành Tổng tư lệnh của Liên quân các nước chống Pháp, chiếm đóng Pháp cho tới năm 1818. Với tư cách là một tướng lĩnh, Wellington thường được so sánh với John Churchill, Công tước thứ 1 xứ Marlborough, người mà ông chia sẻ rất nhiều điểm tương đồng ví dụ như việc đều chuyển sang làm chính trị sau khi rất thành công trong sự nghiệp quân sự. Mặc dù ông trở nên nổi tiếng hơn cả vì những chiến công quân sự của ông, Wellington từng hai lần làm Thủ tướng Anh, và là một trong những nhân vật đứng đầu Thượng nghị viện Anh cho đến khi nghỉ hưu năm 1846.
Tuy là con trai của Bá tước xứ Mornington, nhưng vì là con thứ, nên không thể kế thừa tước vị quý tộc nào từ cha mình. Tuy nhiên, từ con đường binh nghiệp, với những đóng góp to lớn cho nước Anh và châu Âu, ông đã được Vương thất Anh lần lượt trao 5 tước hiệu từ Tử tước đến Công tước, ngoài ra ông còn được phong 11 tước vị  khác ở khắp châu Âu. Tước vị Công tước xứ Wellington thuộc Đẳng cấp quý tộc Vương quốc Liên hiệp Anh được tấn phong vào năm 1814 hiện vẫn được hậu duệ của ông nắm giữ đến tận ngày nay.

## Thời niên thiếu
Wellington sinh ra trong gia đình Wesley, một dòng họ đầy danh giá, ở số 4 đường Merron, Dublin, Ireland, đối diện trường Đại học Khoa học Vương thất, nay là tòa cao ốc của chính phủ. Phần lớn tuổi thơ ông gắn liền với Lâu đài Dangan, cách Summerhill 5 km về phía Bắc, nằm trên con đường Trim. Ông là người thứ ba trong số năm người con trai của Garret Wesley, Bá tước thứ nhất của Mornington. Ông sinh vào ngày đầu tiên của tháng 5. (Chiếc bình đựng nước thánh trong lễ rửa tội của ông đã được tặng cho nhà thờ Dundrum vào năm 1914.) Nhiều nhà sử học đã dựa vào các tờ báo đương thời để làm bằng chứng xác nhận chính xác ngày sinh của ông (ngày 1 tháng 5 năm 1769). Vào năm 1798, gia đình ông cải họ từ Wesley sang Wellesley.
Ông xuất thân ra từ một gia đình quý tộc theo đạo Tin Lành ở Ireland. Ngoài người cha là Bá tước vùng Mornington, gia đình ông còn có nhiều người làm việc cho Vương thất: anh trai lớn nhất của ông là Hầu tước Wellesley, hai người anh khác được phong Nam tước: đó là Nam tước Maryborough và Nam tước Cowley.
Mãi đến những năm 20 tuổi, Wesley vẫn chưa bộc lộ tài năng của mình. Mẹ ông phải gửi ông vào phục vụ trong quân đội và nói rằng: "Tôi có thể làm gì với Arthur?" Sau đó, ông trở thành một kẻ ăn chơi xa xỉ, nghiện rượu và sa ngã vào cờ bạc. Trong thời gian đó, ông đem lòng yêu con gái của một gia đình quý tộc người Ireland tên là Kitty Pakenham và dự định tiến đến hôn nhân nhưng lại bị gia đình nàng từ chối bởi ông chưa có sự nghiệp. Sau cú sốc đó, ông đã quyết tâm sửa đổi chính mình: hạn chế đánh bạc, uống rượu và từ bỏ luôn cả niềm đam mê violin. Ông bắt đầu nghiêm túc trong việc học tại trường khoa học quân sự.